# 極北美術

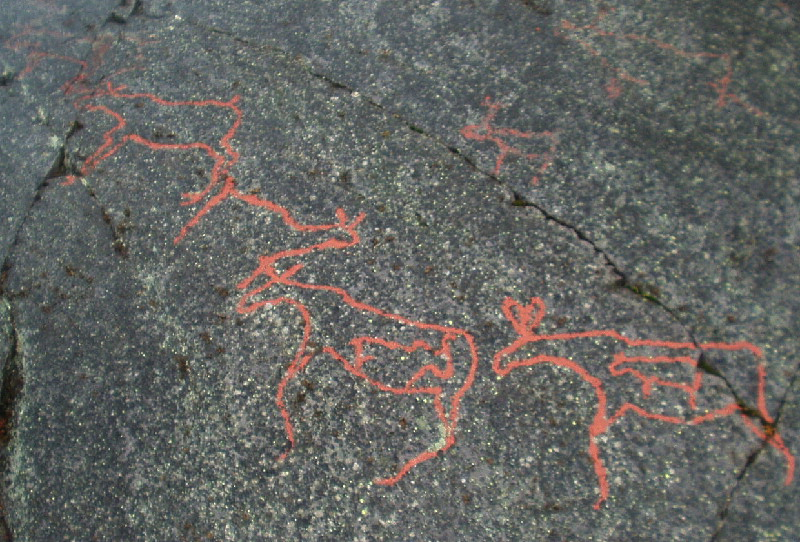
ノルウェーのアルタに残されるペトログリフは極北美術の代表的な一例。1985年に「アルタの岩絵」として世界遺産に登録されている。

極北美術（Arctic art）は先史美術のひとつで、スカンジナビア半島からロシア北部にかけて広く分布する中石器時代のペトログリフ（岩盤画）の総称。ロシア北西部に位置するオネガ湖の湖畔で1848年に発見されたのが最初で、その後スウェーデンやノルウェーなどで類似系統のものが次々と発見された。紀元前6000年紀から紀元前2000年紀にかけてこの地で生活を営んでいた狩猟・漁撈民族によって描かれたと考えられるものと、それ以降から紀元前後にかけて生活していた農耕・牧畜民によって描かれたと考えられるものに大別される。狭義の意味で呼称する場合は前者の民族によって描かれたものを指す。

## 特徴
極北美術は自然主義的様式を見せる彫刻画で、描かれる主題は動物（トナカイ、シカ、クジラ、アザラシ等）、人物（漁撈をする人、スキーをする人、呪術師等）、図形（方形、菱形、楕円形等）など多岐に渡る。表現技法は1本の線で彫っていくもの(図式化)と、切り込みの連続によって彫っていくものがある。(岩面美術)後期になると描画法は地域ごとに様式化されていく。